# Lewellen
Lewellen – wieś w Stanach Zjednoczonych, w stanie Nebraska, w hrabstwie Garden.